# Борисовка (Павлодарская область)
Борисовка (каз. Борисовка) — упразднённое село в Успенском районе Павлодарской области Казахстана. Входило в состав Ольгинского сельского округа. Ликвидировано в 2002 г.

## Население
В 1989 году население села составляло 379 человек. По данным переписи 1999 года в селе проживало 255 человек (128 мужчин и 127 женщин).

## История
Село основано в 1909 году немецкими переселенцами из Таврической и Екатеринославской губернии. Здесь находилась заимка отставного генерала Борисова, проживавшего в Семипалатинске. Царская администрация подарила ему здешние земли и возникшие 3 села, которые после его смерти стали именоваться Борисовка, Ольгино и Наташино по фамилии Борисова и именам двух его дочерей.